# Калпана Ранджани
Калпана Ранджани (малаял. കൽപ്പന രഞ്ജനി, англ. Kalpana Ranjani, более известна под мононимом Калпана; 5 октября 1965 — 25 января 2016) — индийская актриса. За свою карьеру сыграла почти в 300 фильмах на малаялам и других языках Южной Индии.
Награждена Национальной кинопремией за лучшую женскую роль второго плана в 2013 году.

## Биография
Родилась в октябре 1965 года в семье театральных актёров В. П. Наяра и Виджаялакшми.
Её старшая сестра Калараджини и младшая — Урваши также стали актрисами.
Калпана дебютировала на большом экране в качестве ребёнка-актёра в фильме Vidarunna Mottukal 1977 года,
а первую взрослую роль сыграла в драме Pokkuveyil (1981) Г. Аравиндана.
Как главная героиня она впервые появилась в тамильском фильме Chinna Veedu, когда ей было 19 лет. За эту роль она получила Премию журналистов Тамил-Наду и Cinema Express Award.
После картины Peruvannapurathe Visheshangal (1989) за ней закрепилось амплуа комедийной актрисы.
Фильм также положил начало её комическому дуэту с Джагати Шрикумаром.
Другими её партнёрами в комедиях были Иннасент и Харишри Ашокан. После того, как они оставили кино в 2010-х, она перешла к серьёзным ролям и в 2013 году завоевала Национальную кинопремию за лучшую женскую роль второго плана в фильме Thanichalla Njan.
Среди фильмов на малаялам, в которых снялась Калпана, особую популярность приобрели Dr. Pasupathy (1990) и Butterflies (1993), который принёс ей Премию кинокритиков Кералы за лучшую роль второго плана.
Другие заметные киноленты с её участием — Panchavadi Palam (1984), Kouthuka Varthakal (1990), Ottayal Pattalam (1991), Gandharvam (1993), Kudumba Vishesham (1994), Mampazhakkalam (2004), Kerala Cafe (2009), «Индийская рупия» (2011) и «Бангалорские дни» (2014).
Также положительную оценку получила её работа в тамильских комедиях Sathi Leelavathi (1995) и Pammal K. Sambandam (2002) с Камал Хасаном в главной роли.
В 1998 году Калпана вышла замуж за режиссёра Анила Кумара, которому родила дочь Шримайи. Супруги развелись в 2012 году.
Её последним фильмом вышедшим при жизни стал малаяламоязычный «В погоне за тенью» с Дулкаром Салманом в главной роли.
Актриса скончалась от сердечного приступа 25 января 2016 года в Хайдарабаде, куда приехала для съёмок в фильме Oopiri (тамильское название Thoza).